# A Trónok harca epizódjainak listája
A Trónok harca egy amerikai fantasy televíziós sorozat, melynek alkotói David Benioff és D. B. Weiss, és az HBO mutatott be 2011. április 17-én. A sorozat George R. R. Martin A tűz és jég dala című regényciklusán alapul. A cselekmény egy kitalált világ két kontinensén, Westerosban és Essosban játszódik, és nemesi családok a Hét Királyság feletti erőszakos küzdelmeit követi nyomon.
2019. május 19-ig bezárólag 73 epizód került adásba, amely összesen nyolc évadot foglalt magába. A sorozat hat epizódból álló nyolcadik, és egyben utolsó évadát 2019. április 14-én mutatták be.
A szinkronstúdió és a házimozi-forgalmazó több esetben is másképp fordította az eredeti epizódcímeket. Ezekben az esetekben előbb a magyar szinkronban hallható, majd a „/” után a magyarországi DVD-kiadványon olvasható címek találhatók.

## Évadáttekintés
| Évad | Évad | Részek száma | Részek száma | Eredeti sugárzás  | Eredeti sugárzás    | Eredeti adó       | Magyar sugárzás     | Magyar sugárzás  | Magyar adó |
| Évad | Évad | Részek száma | Részek száma | Évadbemutató      | Évadzáró            | Eredeti adó       | Évadbemutató        | Évadzáró         | Magyar adó |
| ---- | ---- | ------------ | ------------ | ----------------- | ------------------- | ----------------- | ------------------- | ---------------- | ---------- |
|      | 1.   | 10           | 10           | 2011. április 17. | 2011. június 19.    |                   | 2011. április 18.   | 2011. június 20. |            |
|      | 2.   | 10           | 10           | 2012. április 1.  | 2012. június 3.     | 2012. április 2.  | 2012. június 4.     |                  |            |
|      | 3.   | 10           | 10           | 2013. március 31. | 2013. június 9.     | 2013. április 1.  | 2013. június 10.    |                  |            |
|      | 4.   | 10           | 10           | 2014. április 6.  | 2014. június 15.    | 2014. április 7.  | 2014. június 16.    |                  |            |
|      | 5.   | 10           | 10           | 2015. április 12. | 2015. június 14.    | 2015. április 13. | 2015. június 15.    |                  |            |
|      | 6.   | 10           | 10           | 2016. április 24. | 2016. június 26.    | 2016. április 25. | 2016. június 27.    |                  |            |
|      | 7.   | 7            | 7            | 2017. július 16.  | 2017. augusztus 27. | 2017. július 17.  | 2017. augusztus 28. |                  |            |
|      | 8.   | 6            | 6            | 2019. április 14. | 2019. május 19.     | 2019. április 15. | 2019. május 20.     |                  |            |

## Epizódok

### Első évad (2011)
| Sor. | Év. | Cím | Rendező        | Író                                                                                                | Premier                             | Nézettség   |
| --- | --- | --- | -------------- | -------------------------------------------------------------------------------------------------- | ----------------------------------- | ----------- |
| 1. | 1.  | Közeleg a tél (Winter Is Coming)                                                                                               | Tim Van Patten | David Benioff és D. B. Weiss                                                                       | 2011. április 17. 2011. április 18. | 2,22 millió |
| Az Éjjeli Őrség Testvériségének tagjai furcsa jelenségnek lesznek szemtanúi: életre kelő holtakkal találkoznak. Jon Arryn; a Király Segítője meghal. Robert Baratheon; Westeros Hét Királyságának királya, és királynéja; Cersei Lannister és családja Északra utaznak, hogy találkozzanak a király régi barátjával; Eddard „Ned” Starkkal; Deres urával, egyúttal felajánlják neki a Király Segítőjének pozícióját, amit nem utasíthat vissza. A Keskeny-tengeren túl, Essos Szabad Városában a száműzetésben élő Viserys Targaryen herceg szövetséget köt a Vastrón visszaszerzésére: húgát; Daeneryst feleségül adja a dothraki hadúrhoz; Khal Drogóhoz, Drogo seregéért cserébe. Deresben Ned felesége, Catelyn arról értesül, hogy a királyné családja gyilkolta meg az előző Segítőt, miközben tízéves fiuk, Brandon (Bran) meglátja az ikertestvérével, Jaime-vel szeretkező királynét, akit ezért Jaime kilök egy ablakon. |     | |                | |                                     |             |
| 2. | 2.  | A Királyi út / Királyi út (The Kingsroad)                                                                                      | Tim Van Patten | David Benioff és D. B. Weiss                                                                       | 2011. április 24. 2011. április 25. | 2,20 millió |
| Bran életben maradt, de helyzete válságos. Miután Ned elfogadta a Király Segítője címet, lányaival; Sansával és Aryával elhagyja Derest, és délre, Királyvárba indul, míg Catelyn hátramarad, hogy Brant ápolja. Havas Jon; Ned fattya északra tart Ned testvérével; Benjennel, hogy beálljon az Éjjeli Őrség testvériségébe, akik a Fal őrei, és a civilizált Westerost védik a Másoktól és egyéb vadaktól. Tyrion Lannister; az "Ördögfióka", a királyné öccse úgy dönt, elhalasztja délre vivő útját családjával, és helyette Jonnal meglátogatja a falat. Viserys az alkalmas pillanatot várja trónja visszaszerzésére, míg Daenerys azzal foglalkozik, hogy megtanulja boldoggá tenni új férjét; Drogót. Nászajándékba három kővé vált sárkánytojást kap, és egy elüldözött lovagban; Ser Jorah Mormontban szövetségesre talál. |     | |                | |                                     |             |
| 3. | 3.  | Havas uraság (Lord Snow) | Brian Kirk     | David Benioff és D. B. Weiss                                                                       | 2011. május 1. 2011. május 2.       | 2,44 millió |
| Királyvárban, a Hét Királyság fővárosában Ned csatlakozik a király Kistanácsához, ahol szembesül azzal, milyen rosszul vezették Westerost. Catelyn úgy dönt, álruhában délre utazik férje után, hogy figyelmeztesse, ám Petyr Baelish (Kisujj) tanácsos, Catelyn régi barátja rátalál. Jon azzal küzd, hogy hozzászokjon az élethez a Falon, miközben néhány alacsonyabb származású újonccal képzik együtt. Lord Jeor Mormont, a Fal parancsnoka arra kéri Tyriont, vegye rá a királyt és a királynét, több embert küldjenek az Éjjeli Őrségbe, ezért vele küldi Yorent toborozni. Bran felébredt, de nem emlékszik esése körülményeire. Daenerys rájön, hogy Drogo khaleesijeként hatalommal bír, és elkezd ellenszegülni Viserysnek. |     | |                | |                                     |             |
| 4. | 4.  | Nyomorékok, fattyak és összetört dolgok / Nyomorékok, fattyúk és minden, ami nem egész (Cripples, Bastards, and Broken Things) | Brian Kirk     | Bryan Cogman                                                                                       | 2011. május 8. 2011. május 9.       | 2,45 millió |
| Ned az előző Király Segítője; Jon Arryn halálának körülményeit kutatja, és eközben rátalál a király egyik törvénytelen fiára. Ned tiszteletére lovagi tornát rendeznek. A Falhoz érkezik egy fura és magányos fiú; Samwell Tarly, akit Jon véd meg az Éjjeli Őrség tagjainak molesztálásától. Az egyre frusztráltabb Viserys összetűzésbe kerül egyre hatalmasabb húgával. Sansa arról álmodozik, hogy királyné lesz (mivel eljegyezték a trónörökös Joffrey-val), míg Arya nincs kibékülve a neki szánt úrnői szereppel, inkább harcos lenne. Catelyn Kisujj sugalmazására az immár délre tartó Tyriont vádolja meg a Bran elleni gyilkossági kísérlettel, akit foglyul ejt a Királyi út mentén. |     | |                | |                                     |             |
| 5. | 5.  | A farkas és az oroszlán (The Wolf and the Lion)                                                                                | Brian Kirk     | David Benioff és D. B. Weiss                                                                       | 2011. május 15. 2011. május 16.     | 2,58 millió |
| Robert és Ned összeveszik azon, mit kellene lépni a Targaryenek és a dothrakik szövetségére, ezért Ned visszaadja a Segítő címet. Catelyn és Tyrion Sasfészekbe, Catelyn nővérének; Lysának otthonába érkeznek. Amikor Tyrion foglyulejtésének híre Királyvárba ér, Jaime Lannister Ned életére tör, Ned lába súlyosan megsebesül. Robert újra kinevezi Nedet Segítőnek. |     | |                | |                                     |             |
| 6. | 6.  | Az aranykorona / Aranykorona (A Golden Crown)                                                                                  | Daniel Minahan | Történet: David Benioff és D. B. Weiss Forgatókönyv: Jane Espenson és David Benioff és D. B. Weiss | 2011. május 22. 2011. május 23.     | 2,44 millió |
| Jaime-nek menekülnie kell, miközben Nedre marad a Vastrón, amíg a király vadászatra megy. Ned törvény elé citálja a Lannister ház fejét, és rájön, milyen titok miatt kellett meghalnia Jon Arynnak: a királyné gyermekeinek apja nem a király, hanem Cersei ikertestvére; Jaime. Tyrion párbaj általi tárgyalást követel, ahol bajnoka győzedelmeskedik, így kiszabadul. Viserys hataloméhségében már Daenerys életét fenyegeti, így Drogo kivégzi. |     | |                | |                                     |             |
| 7. | 7.  | Győzöl vagy meghalsz (You Win or You Die)                                                                                      | Daniel Minahan | David Benioff és D. B. Weiss                                                                       | 2011. május 29. 2011. május 30.     | 2,40 millió |
| Ned elárulja Cersei királynénak, hogy ismeri az igazságot Jon Arryn haláláról. Robert halálos sebet kap a vadászaton, aki Nedet nevezi ki a Királyság Védelmezőjének, amíg örököse elég idős nem lesz. Havas Jon felesküszik az Éjjeli Őrség testvéreként. Miután Robert korábbi parancsára megpróbálják megmérgezni Daeneryst, Drogo megesküszik, hogy elfoglalja Westerost. Ned felkéri Kisujjat, hogy állítsa mellé a városi őrséget, hogy védjék meg, amikor nyilvánosságra hozza, hogy Joffrey nem a király fia, s így a trón jogos örököse Robert idősebb fivére; Stannis. Robert halála után Ned a királyné, Joffrey és a Kistanács elé áll Robert végrendeletével, ám Kisujj és a városi őrség a Lannisterek mellé áll: Nedet elfogják, embereit megölik. |     | |                | |                                     |             |
| 8. | 8.  | A hegyes vége / Hegyes vég (The Pointy End)                                                                                    | Daniel Minahan | George R. R. Martin                                                                                | 2011. június 5. 2011. június 6.     | 2,72 millió |
| Sansa a Lannisterek fogságában marad, de Arya elmenekül. Ned legidősebb fia; Robb összehívja apja hűbéreseit, szövetségeseit, és hadba szólítja őket. Sansa megalázkodik Joffrey előtt, hogy apja életét mentse. A bebörtönzött Ned Lord Varys tanácsosban lel szövetségesre. A Falnál megtalálják két korábban – Benjen Starkkal együtt – eltűnt felderítő holttestét, amik azonban az éjszaka folyamán az erőd lakóinak életére törnek. Egy ősi gonosz; a Mások hatása ez, és csak a tűz állíthatja meg őket. Jon megmenti Lord Mormont; a parancsnok életét. Tyrion szövetséget köt Sasfészek völgyének vad népeivel. A Keskeny-tengeren túl Drogo seregével pusztítva nyugatra masírozik, eközben Daenerys megment egy boszorkányt a megerőszakolástól. Az emiatt kitört vita miatt Drogo egy párharcban megsebesül. |     | |                | |                                     |             |
| 9. | 9.  | Baelor (Baelor) | Alan Taylor    | David Benioff és D. B. Weiss                                                                       | 2011. június 12. 2011. június 13.   | 2,66 millió |
| A Starkok és a Lannisterek első összecsapásukra készülnek. Robb és Catelyn egy renegát várúrral tárgyalnak, hogy átkelhessenek a folyón. Ezzel a taktikai előnyhöz jutott Starkok félrevezetik a Lannistereket és fogságba ejtik Jaime-et. Drogo sebe elfertőződik, és haldoklik. Daenerys kétségbeesésében a boszorkány vérmágiájának segítségét kéri, amitől a legtöbb dothraki elborzad. A Fal bölcse; Aemon mester bevallja, hogy ő is Targaryen, ezzel próbálja maradásra bírni Jont, aki Robb után menne a háborúba. Ned a tárgyalására menet meglátja Ayrát, és Yorenre; az Éjjeli Őrség toborzójára bízza, majd lányait féltve árulónak vallja magát, és elismeri Joffreyt a Vastrón jogos örökösének. Joffrey ennek ellenére lefejezteti Nedet, amit a királyné és a Kistanács is tehetetlenül, kétségbe esve néz végig. |     | |                | |                                     |             |
| 10. | 10. | Tűz és vér (Fire and Blood) | Alan Taylor    | David Benioff és D. B. Weiss                                                                       | 2011. június 19. 2011. június 20.   | 3,04 millió |
| Ned kivégzésének híre terjed a Hét Királyságban. Az Észak kiválik a birodalomból, és Robbot teszi meg királyának. Robert mindkét fivére igényt formál a trónra, melyen Joffrey ül. Lord Tywin Lannister; a Lannister ház feje fiát; Tyriont küldi Joffrey és Cersei kordában tartására a Király Segítőjének. Jon el akarja hagyni a Falat, ám a barátai maradásra bírják. Az Éjjeli Őrséggel felderítésre indul a Faltól északra eső területekre. Yoren az Őrség újoncainak összeszedett rabokkal együtt Ayrát is kimenti Királyvárból. Daenerys rájön, hogy a vérmágia ára meg nem született fiának élete volt, és bár Drogo életben maradt, csak vegetál, ezért a dothraki sereg reggelre otthagyja a tábort. Daenerys inkább megfojtja Drogot, mint így hagyja élni. Drogo halotti máglyájához kötözteti a boszorkányt, a máglyára helyezi a három sárkánytojást, és ő maga is besétál a tűzbe. Másnap reggel Daenerys sértetlenül jön elő a tűz martalékai közül három kikelt sárkányfiókával. A vele maradottak hűséget fogadnak neki. |     | |                | |                                     |             |

### Második évad (2012)
| Sor. | Év. | Cím                                                                     | Rendező        | Író                          | Premier                             | Nézettség   |
| --- | --- | ----------------------------------------------------------------------- | -------------- | ---------------------------- | ----------------------------------- | ----------- |
| 11. | 1.  | Észak nem felejt / Az Észak emlékszik (The North Remembers)             | Alan Taylor    | David Benioff és D. B. Weiss | 2012. április 1. 2012. április 2.   | 3,86 millió |
| Cersei kellemetlenségére Tyrion megérkezik Királyvárba, hogy felvegye feladatait, mint Segítő. Sárkánykőn Stannis Baratheon szövetséget köt egy új istenség papnőjével; Mellisandréval, és kinyilvánítja a Vastrónra vonatkozó követeléseit Joffrey vérfertőző származását világgá kürtölve. Mikor ennek híre a fővárosba jut, az Aranyköpönyegesek (a Városi Őrség) lemészárolják Robert fattyait. Három győzelem után Robb Stark az Észak függetlenségéért cserébe békét ajánl a Lannistereknek, miközben Theont Balon Greyjoyhoz, Catelynt Renly Baratheonhoz küldi segítségért. A Falon túl az Éjjeli Őrség emberei egy Craster nevű vadnál és feleség-lányainál szállnak meg. Essosban Daenerys emberei a Vörös Pusztaságban szomjaznak, a khaleesi lovasokat küld szét segítség reményében. |     |                                                                         |                |                              |                                     |             |
| 12. | 2.  | Az éjszaka földje / Az éjszaka földjén (The Night Lands)                | Alan Taylor    | David Benioff és D. B. Weiss | 2012. április 8. 2012. április 9.   | 3,76 millió |
| Miután kilenc évet töltött a Starkok felügyelete alatt, Theon Greyjoy visszatér otthonába, Pyke-ba, és találkozik nővérével, Yarával és apjával, Balonnal. Balon ahelyett, hogy szövetséget kötne Robbal, és tőle kapna koronát, inkább erővel akarja elnyerni koronáját. Cersei visszautasítja Robb békefeltételeit. Tyrion a Falra száműzi Janos Slyntet; az Aranyköpönyegesek parancsnokát, helyébe saját emberét; Bronnt állítja. A Fal felé vezető úton Arya felfedi kilétét Gendry-nek. A Faltól északra Craster egyik lánya; Szegfű Samwell Tarly segítségét kéri, mert félti meg nem született gyermekét. Jonhoz fordulnak, aki visszautasítja őket. A Vörös Pusztaságban Daenerys egyik küldöncének levágott fejét hozza vissza lova. Sárkánykőn Tengerjáró Davos; Stannis embere egy Sallhador Saan nevű kalózt próbál megnyerni a háborúhoz, Stannis pedig fiúgyermek reményében szeretkezik Melisandrével. Jon rájön, hogy Craster az élőholtaknak áldozza fiúgyermekeit. |     |                                                                         |                |                              |                                     |             |
| 13. | 3.  | Ami halott, nem halhat meg többé (What Is Dead May Never Die)           | Alik Szaharov  | Bryan Cogman                 | 2012. április 15. 2012. április 16. | 3,77 millió |
| Catelyn Stark Renly király táborába érkezik, hogy szövetségről tárgyaljon. Tyrion Joffrey ügyéhez keres támogatót, három különböző házassági ajánlatot kieszelve, mely segítségével azt is kideríti, ki Cersei kéme a Kistanácsban. Deresben Bran Stark azon töpreng, mit jelenthetnek álmai, melyekben farkasalakot ölt. A Fal felé tartó újonccsapatot Lannister katonák támadják meg. |     |                                                                         |                |                              |                                     |             |
| 14. | 4.  | Csontok kertje (Garden of Bones)                                        | David Petrarca | Vanessa Taylor               | 2012. április 22. 2012. április 23. | 3,65 millió |
| Catelyn békére és összefogásra próbálja bírni a Baratheon fivéreket a Lannisterek ellen. Joffrey nyilvánosan megalázza és megvereti Sansát a bátyja; Robb győzelmei miatt. Tyrion menti ki a lányt, majd cserébe örömlányokat ad a királynak, aki azonban kegyetlenül megvereti a két prostituáltat. Aryát és Gendry-t fogolyként Harrenhalba viszik, ahova Tywin Lannister is hamarosan megérkezik, és pohárnokként maga mellé veszi Aryát. Daenerys csapata egy virágzó városba; Qarthba érkezik, ahol egy gazdag kereskedő veszi pártfogásába. |     |                                                                         |                |                              |                                     |             |
| 15. | 5.  | Harrenhal szelleme (The Ghost of Harrenhal)                             | David Petrarca | David Benioff és D. B. Weiss | 2012. április 29. 2012. április 30. | 3,90 millió |
| Harrenhalban felajánlja a segítségét Aryának a rejtelmes Jaqen H’ghar, akit és két társát a lány korábban, a Lannisterek támadásakor megmentett. Melisandre és Stannis árnyvarázslata megöli Renly-t, minekután Catelyn és Brienne menekülni kényszerül. Theon kihajózik Pyke-ból, azzal a feltett szándékkal, hogy bebizonyítja apjának, hogy ő is igazi vas szülött. Az Éjjeli Őrség csapata egy ősi erődhöz érkezik, melyet az Elsők Öklének hívnak, ahol berendezkednek a vadak ellen. Jon felderítőútra indul idősebb testvéreivel. |     |                                                                         |                |                              |                                     |             |
| 16. | 6.  | Régi és új istenek / Régi istenek és az újak (The Old Gods and the New) | David Nutter   | Vanessa Taylor               | 2012. május 6. 2012. május 7.       | 3,88 millió |
| Theon beveszi Deres várát, mely hír hallatán Robb bosszút esküszik. Tyrion Dorne-ba küldi Myrcella hercegnőt, Királyvár népe pedig Joffrey ellen fordul, és lázongani kezd. Az Elsők Öklétől elindult csapat rajtaüt a vadak egy előörsén, és hátrahagyják Jont, hogy végezzen egy vad lánnyal, de a fiú nem teljesíti a feladatot. A Tyrellek felajánlják szövetségüket a Lannistereknek Stannis ellen. |     |                                                                         |                |                              |                                     |             |
| 17. | 7.  | A becsület nélküli ember / Becstelen ember (A Man Without Honor)        | David Nutter   | David Benioff és D. B. Weiss | 2012. május 13. 2012. május 14.     | 3,69 millió |
| Ygritte próbálja elcsábítani Jont, majd kihasználva a fiú éberségének csökkenését megszökik, és csapdába csalja Jont. Sansa, akit továbbra is gyötrik a zavargás emlékei, arra ébred, hogy először menstruál. Robb táborában Jaime sikertelenül szökni próbál, ám megöli őrét. Catelyn attól tart, a tábor bosszút áll a férfin. Quarthban a mágus Pyat Pree magára vállalja a sárkányok elrablását, lemészárolja a tizenhármak tanácsát, és Xaro Xhoan Daxost teszi meg Quarth királyának. |     |                                                                         |                |                              |                                     |             |
| 18. | 8.  | Deres hercege (The Prince of Winterfell)                                | Alan Taylor    | David Benioff és D. B. Weiss | 2012. május 20. 2012. május 21.     | 3,86 millió |
| Robb Stark megtudja, hogy Catelyn titokban Brienne kíséretével szabadon engedte Jaime Lannistert, hogy cserébe elengedjék Sansát és Aryát. Robb szerelembe esik egy gyógyítóval; Talisával. Tywin Lannister Robb ellen vonul Harrenhalból, mely lehetőséget ad Aryának, Gendry-nek és Meleg Pitének, hogy Jaqen H'ghar segítségével megszökjenek. Cersei Lannister Királyvárban azzal próbálja zsarolni Tyriont, hogy elfogja Rost, akit öccse titkos szeretőjének hisz. A főváros Stannis támadására készül, aki Királyvár felé tartva Tengerjáró Davosnak ígéri a Király Segítője címet. A Falon túl egy vad vezető a királyuk; Mance Rayder tábora felé vezeti az elkapott Havas Jont és Félkezű Qhorint. Quarthban Jorah Mormont beleegyezik, hogy elkísérje Daeneryst a Halhatatlanok Házába, hogy visszaszerezzék a sárkányokat. |     |                                                                         |                |                              |                                     |             |
| 19. | 9.  | Feketevíz (Blackwater)                                                  | Neil Marshall  | George R. R. Martin          | 2012. május 27. 2012. május 28.     | 3,38 millió |
| Stannis Baratheon flottája Királyvár alá érkezik, és elkezdődik a feketevíz-öbölbeli csata. A védelem vezetője; Tyrion Lannister egy futótűzzel feltöltött hajó segítségével a támadók jelentős részét megsemmisíti, és személyesen vezeti a szárazföldi ellentámadást, amikor Joffrey király és testőre; Sandor Clegane is elmenekül a csatából. Eközben Cersei régenskirálynő az erődben várakozik, és bort iszik Sansa Stark és más hölgyek társaságában. Mikor vesztesnek hiszi a csatát, felkészül fia; Tommen megmérgezésére, de Tywin Lannister és Loras Tyrell időben érkezik, és visszaveri a támadókat. |     |                                                                         |                |                              |                                     |             |
| 20. | 10. | Valar Morghulis (Valar Morghulis)                                       | Alan Taylor    | David Benioff és D. B. Weiss | 2012. június 3. 2012. június 4.     | 4,20 millió |
| A feketevízi csata után Joffrey felbontja jegyességét Sansával, hogy Margaery Tyrell férje lehessen. Eközben Tyrion saját és Shae életét félti most, hogy apja elfoglalta helyét, mint a Király Segítője. A legyőzött Stannisnek Mellisandre ad új reményt. Brienne bajba keveredik, miközben Jaime-t kíséri Királyvárba. Catelyn megpróbálja meggyőzni Robbot arról, hogy románca Talisával veszélyes, de a fiú összeesküszik szerelmével. Quarthban Daenerys belép a Halhatatlanok Házába, és sikeresen visszaszerzi sárkányait. Saját széfjébe zárja az áruló Xaro Xhoan Daxost, majd magáénak kiáltja ki minden vagyonát, hogy hajót vehessen magának. Theont Deresben saját emberei árulják el egy elkerülhetetlen ostrom előtt, és foglyul ejtik. Osha és Hodor kicsempészik Brant és Rickont Deres parázsló romjai közül, és északra, a Falra tartanak. Arya miután Meleg Pitével és Gendryvel elszöktek Harrenhalból, egy értékes ajándékot; egy érmét kap Jaqentől. A Faltól északra Félkezű Qhorin arra kényszeríti Jont, hogy ölje meg, így bizonyítva hűségét a vadakhoz. A Mások serege körbeveszi az Elsők Öklét. |     |                                                                         |                |                              |                                     |             |

### Harmadik évad (2013)
| Sor. | Év. | Cím                                                   | Rendező           | Író                          | Premier                             | Nézettség   |
| ---- | --- | ----------------------------------------------------- | ----------------- | ---------------------------- | ----------------------------------- | ----------- |
| 21.  | 1.  | Valar Dohaeris (Valar Dohaeris)                       | Daniel Minahan    | David Benioff és D. B. Weiss | 2013. március 31. 2013. április 1.  | 4,37 millió |
| 22.  | 2.  | Sötét szárnyak, sötét szavak (Dark Wings, Dark Words) | Daniel Minahan    | Vanessa Taylor               | 2013. április 7. 2013. április 8.   | 4,27 millió |
| 23.  | 3.  | A büntetés útja (Walk of Punishment)                  | David Benioff     | David Benioff és D. B. Weiss | 2013. április 14. 2013. április 15. | 4,72 millió |
| 24.  | 4.  | És őrsége most véget ér (And Now His Watch is Ended)  | Alex Graves       | David Benioff és D. B. Weiss | 2013. április 21. 2013. április 22. | 4,87 millió |
| 25.  | 5.  | Akit a tűz megcsókolt (Kissed by Fire)                | Alex Graves       | Bryan Cogman                 | 2013. április 28. 2013. április 29. | 5,35 millió |
| 26.  | 6.  | A mászás (The Climb)                                  | Alik Szaharov     | David Benioff és D. B. Weiss | 2013. május 5. 2013. május 6.       | 5,50 millió |
| 27.  | 7.  | A medve és a szűz (The Bear and the Maiden Fair)      | Michelle MacLaren | George R. R. Martin          | 2013. május 12. 2013. május 13.     | 4,84 millió |
| 28.  | 8.  | Második fiak (Second Sons)                            | Michelle MacLaren | David Benioff és D. B. Weiss | 2013. május 19. 2013. május 20.     | 5,13 millió |
| 29.  | 9.  | Castamere-i esők (The Rains of Castamere)             | David Nutter      | David Benioff és D. B. Weiss | 2013. június 2. 2013. június 3.     | 5,22 millió |
| 30.  | 10. | Mhysa (Mhysa)                                         | David Nutter      | David Benioff és D. B. Weiss | 2013. június 9. 2013. június 10.    | 5,39 millió |

### Negyedik évad (2014)
| Sor. | Év. | Cím                                                | Rendező           | Író                          | Premier                             | Nézettség   |
| ---- | --- | -------------------------------------------------- | ----------------- | ---------------------------- | ----------------------------------- | ----------- |
| 31.  | 1.  | Két kard (Two Swords)                              | D. B. Weiss       | David Benioff és D. B. Weiss | 2014. április 6. 2014. április 7.   | 6,64 millió |
| 32.  | 2.  | Az oroszlán és a rózsa (The Lion and the Rose)     | Alex Graves       | George R. R. Martin          | 2014. április 13. 2014. április 14. | 6,31 millió |
| 33.  | 3.  | A láncok leverője (Breaker of Chains)              | Alex Graves       | David Benioff és D. B. Weiss | 2014. április 20. 2014. április 21. | 6,59 millió |
| 34.  | 4.  | Hűség (Oathkeeper)                                 | Michelle MacLaren | Bryan Cogman                 | 2014. április 27. 2014. április 28. | 6,95 millió |
| 35.  | 5.  | Első ezen a néven (First of His Name)              | Michelle MacLaren | David Benioff és D. B. Weiss | 2014. május 4. 2014. május 5.       | 7,16 millió |
| 36.  | 6.  | Isten és ember törvénye (The Laws of Gods and Men) | Alik Szaharov     | Bryan Cogman                 | 2014. május 11. 2014. május 12.     | 6,40 millió |
| 37.  | 7.  | Sokszavú poszáta (Mockingbird)                     | Alik Szaharov     | David Benioff és D. B. Weiss | 2014. május 18. 2014. május 19.     | 7,20 millió |
| 38.  | 8.  | A Hegy és a Vipera (The Mountain and the Viper)    | Alex Graves       | David Benioff és D. B. Weiss | 2014. június 1. 2014. június 2.     | 7,17 millió |
| 39.  | 9.  | A Fal őrzői (The Watchers on the Wall)             | Neil Marshall     | David Benioff és D. B. Weiss | 2014. június 8. 2014. június 9.     | 6,95 millió |
| 40.  | 10. | Gyermekek (The Children)                           | Alex Graves       | David Benioff és D. B. Weiss | 2014. június 15. 2014. június 16.   | 7,09 millió |

### Ötödik évad (2015)
| Sor. | Év. | Cím                                                                    | Rendező          | Író                          | Premier                             | Nézettség   |
| ---- | --- | ---------------------------------------------------------------------- | ---------------- | ---------------------------- | ----------------------------------- | ----------- |
| 41.  | 1.  | Eljövendő háborúk / Az eljövendő háborúk (The Wars to Come)            | Michael Slovis   | David Benioff és D. B. Weiss | 2015. április 12. 2015. április 13. | 8 millió    |
| 42.  | 2.  | A Fekete és a Fehér Háza (The House of Black and White)                | Michael Slovis   | David Benioff és D. B. Weiss | 2015. április 19. 2015. április 20. | 6,81 millió |
| 43.  | 3.  | Főveréb / A Főveréb (High Sparrow)                                     | Mark Mylod       | David Benioff és D. B. Weiss | 2015. április 26. 2015. április 27. | 6,71 millió |
| 44.  | 4.  | A Hárpia Fiai (The Sons of the Harpy)                                  | Mark Mylod       | Dave Hill                    | 2015. május 3. 2015. május 4.       | 6,82 millió |
| 45.  | 5.  | Öld meg a fiút (Kill the Boy)                                          | Jeremy Podeswa   | Bryan Cogman                 | 2015. május 10. 2015. május 11.     | 6,56 millió |
| 46.  | 6.  | Meg nem hajol, meg nem rogy, meg nem törik (Unbowed, Unbent, Unbroken) | Jeremy Podeswa   | Bryan Cogman                 | 2015. május 17. 2015. május 18.     | 6,24 millió |
| 47.  | 7.  | Az ajándék / Az adomány (The Gift)                                     | Miguel Sapochnik | David Benioff és D. B. Weiss | 2015. május 24. 2015. május 25.     | 5,40 millió |
| 48.  | 8.  | Rideghon (Hardhome)                                                    | Miguel Sapochnik | David Benioff és D. B. Weiss | 2015. május 31. 2015. június 1.     | 7,01 millió |
| 49.  | 9.  | Sárkányok tánca (The Dance of Dragons)                                 | David Nutter     | David Benioff és D. B. Weiss | 2015. június 7. 2015. június 8.     | 7,14 millió |
| 50.  | 10. | Az Anya irgalma / Az Anya kegyelme (Mother’s Mercy)                    | David Nutter     | David Benioff és D. B. Weiss | 2015. június 14. 2015. június 15.   | 8,11 millió |

### Hatodik évad (2016)
| Sor. | Év. | Cím                                      | Rendező          | Író                          | Premier                             | Nézettség   |
| ---- | --- | ---------------------------------------- | ---------------- | ---------------------------- | ----------------------------------- | ----------- |
| 51.  | 1.  | A vörös asszony (The Red Woman)          | Jeremy Podeswa   | David Benioff és D. B. Weiss | 2016. április 24. 2016. április 25. | 7,94 millió |
| 52.  | 2.  | Otthon (Home)                            | Jeremy Podeswa   | Dave Hill                    | 2016. május 1. 2016. május 2.       | 7,29 millió |
| 53.  | 3.  | Az esküszegő (Oathbreaker)               | Dan Sackheim     | David Benioff és D. B. Weiss | 2016. május 8. 2016. május 9.       | 7,28 millió |
| 54.  | 4.  | Az Idegen könyve (Book of the Stranger)  | Dan Sackheim     | David Benioff és D. B. Weiss | 2016. május 15. 2016. május 16.     | 7,82 millió |
| 55.  | 5.  | Az ajtó (The Door)                       | Jack Bender      | David Benioff és D. B. Weiss | 2016. május 22. 2016. május 23.     | 7,89 millió |
| 56.  | 6.  | Vér a véremből (Blood of My Blood)       | Jack Bender      | Bryan Cogman                 | 2016. május 29. 2016. május 30.     | 6,71 millió |
| 57.  | 7.  | A megtört férfi (The Broken Man)         | Mark Mylod       | Bryan Cogman                 | 2016. június 5. 2016. június 6.     | 7,80 millió |
| 58.  | 8.  | Senki (No One)                           | Mark Mylod       | David Benioff & D. B. Weiss  | 2016. június 12. 2016. június 13.   | 7,60 millió |
| 59.  | 9.  | Fattyak csatája (Battle of the Bastards) | Miguel Sapochnik | David Benioff & D. B. Weiss  | 2016. június 19. 2016. június 20.   | 7,66 millió |
| 60.  | 10. | Északi szelek (The Winds of Winter)      | Miguel Sapochnik | David Benioff & D. B. Weiss  | 2016. június 26. 2016. június 27.   | 8,89 millió |

### Hetedik évad (2017)
| Sor. | Év. | Cím                                                   | Rendező        | Író                        | Premier                                 | Nézettség    |
| ---- | --- | ----------------------------------------------------- | -------------- | -------------------------- | --------------------------------------- | ------------ |
| 61.  | 1.  | Sárkánykő (Dragonstone)                               | Jeremy Podeswa | David Benioff & D.B. Weiss | 2017. július 16. 2017. július 17.       | 10,11 millió |
| 62.  | 2.  | Viharbanszületett (Stormborn)                         | Mark Mylod     | Bryan Cogman               | 2017. július 23. 2017. július 24.       | 9,27 millió  |
| 63.  | 3.  | A királynő igazságszolgáltatása (The Queen's Justice) | Mark Mylod     | David Benioff & D.B. Weiss | 2017. július 30. 2017. július 31.       | 9,25 millió  |
| 64.  | 4.  | A hadizsákmány (The Spoils of War)                    | Matt Shakman   | David Benioff & D.B. Weiss | 2017. augusztus 6. 2017. augusztus 7.   | 10,17 millió |
| 65.  | 5.  | A Keleti Őrség (Eastwatch)                            | Matt Shakman   | Dave Hill                  | 2017. augusztus 13. 2017. augusztus 14. | 10,72 millió |
| 66.  | 6.  | A Falon túl (Beyond the Wall)                         | Alan Taylor    | David Benioff & D.B. Weiss | 2017. augusztus 20. 2017. augusztus 21. | 10,24 millió |
| 67.  | 7.  | A sárkány és a farkas (The Dragon and the Wolf)       | Jeremy Podeswa | David Benioff & D.B. Weiss | 2017. augusztus 27. 2017. augusztus 28. | 12,07 millió |

### Nyolcadik évad (2019)
| Sor. | Év. | Cím                                                      | Rendező                     | Író                         | Premier                             | Nézettség    |
| ---- | --- | -------------------------------------------------------- | --------------------------- | --------------------------- | ----------------------------------- | ------------ |
| 68.  | 1.  | Deres (Winterfell)                                       | David Nutter                | Dave Hill                   | 2019. április 14. 2019. április 15. | 11,76 millió |
| 69.  | 2.  | A Hét Királyság lovagja (A Knight of the Seven Kingdoms) | David Nutter                | Bryan Cogman                | 2019. április 21. 2019. április 22. | 10,29 millió |
| 70.  | 3.  | A hosszú éjszaka (The Long Night)                        | Miguel Sapochnik            | David Benioff & D. B. Weiss | 2019. április 28. 2019. április 29. | 12,02 millió |
| 71.  | 4.  | Az utolsó Starkok (The Last of the Starks)               | David Nutter                | David Benioff & D. B. Weiss | 2019. május 5. 2019. május 6.       | 11,80 millió |
| 72.  | 5.  | Harangok (The Bells)                                     | Miguel Sapochnik            | David Benioff & D. B. Weiss | 2019. május 12. 2019. május 13.     | 12,48 millió |
| 73.  | 6.  | A Vastrón (The Iron Throne)                              | David Benioff & D. B. Weiss | David Benioff & D. B. Weiss | 2019. május 19. 2019. május 20.     | 13,61 millió |

## Különkiadások
| # | Cím                                                                  | Premier                         | Nézettség   |
| --- | -------------------------------------------------------------------- | ------------------------------- | ----------- |
| 1. | Egy nap a Trónok harca életében (Game of Thrones: A Day in the Life) | 2015. február 8.                | n.a         |
| Félórás dokumentumfilm a Trónok harca ötödik évadának egy forgatási napjáról Belfastból, Dubrovnikból és Osunából. |                                                                      |                                 |             |
| 2. | Trónok harca - Az utolsó őrség (Game of Thrones: The Last Watch)     | 2019. május 26. 2019. május 27. | 1,63 millió |
| Kétórás dokumentumfilm a sorozat nyolcadik évadának készítéséről.                                                  |                                                                      |                                 |             |

## Házimozi-megjelenések
| Évad | Évad | Epizódok | Amerikai Egyesült Államok | Magyarország       | Magyarország         |
| Évad | Évad | Epizódok | DVD és blu-ray            | DVD                | blu-ray              |
| ---- | ---- | -------- | ------------------------- | ------------------ | -------------------- |
|      | 1.   | 10       | 2012. március 6.          | 2012. március 7.   | 2016. április 13.    |
|      | 2.   | 10       | 2013. február 19.         | 2013. március 13.  | 2016. július 20.     |
|      | 3.   | 10       | 2014. február 18.         | 2014. február 19.  | 2016. augusztus 17.  |
|      | 4.   | 10       | 2015. február 17.         | 2015. február 18.  | 2016. szeptember 14. |
|      | 5.   | 10       | 2016. március 15.         | 2016. február 17.  | 2016. február 17.    |
|      | 6.   | 10       | 2016. november 15.        | 2016. november 16. | 2016. november 16.   |
|      | 7.   | 7        | 2017. december 12.        | 2017. december 6.  | 2017. december 6.    |
|      | 8.   | 6        | 2019. december 3.         | 2019. november 14. | 2019. november 14.   |